# Антония Сюзън Байът
Дейм Антония Сюзън Байът (на английски: Antonia Susan Byatt) е английска писателка на бестселъри в жанра съвременен роман, драма и фентъзи. Пише под псевдонима А. С. Байът (на английски: A. S. Byatt). Сестра е на писателката Маргарет Драбъл.

## Биография и творчество
Антония Сюзън Драбъл Дъфи е родена на 24 август 1936 г. в Шефилд, Англия, в семейството на Джон Фредерик Драбъл (съдия) и Катлийн Мари Блур. Има две сестри и брат. Заради бомбардировките на Шефилд през Втората световна война семейството се мести в Йорк. Завършва квакерското училище интернат в Йорк и гимназията интернат в Шефилд. Учи в Нюнам Колидж в Кеймбридж, Брин Мор Колидж във Филаделфия и в Самървил Колидж в Оксфорд.
На 4 юли 1959 г. се омъжва за сър Ян Чарлз Райнър Байът. Развеждат се през 1969 г. Имат една дъщеря – Антония и син – Чарлс, който е починал на 11 г. при автомобилна катастрофа. През 1969 г. се омъжва за Питър Джон Дъфи, с когото имат две дъщери – Изабел и Миранда.
След дипломирането си в периода 1962 – 1971 г. е заместник преподавател в Университета на Лондон и преподавател по литература в Централната школа за изкуство и дизайн. В периода 1972 – 1983 г. е преподавател по английски език в Университетски колеж Лондон.
Първият ѝ роман „The Shadow of the Sun“ (Сянката на слънцето) е публикуван през 1964 г. и разказва историята на младо момиче растящо под сянката на господстващия си баща. Във втория си роман „The Game“ (Играта) от 1967 г. засяга темата за отношенията между две сестри.
Вдъхновена от творчеството на писателя Дейвид Хърбърт Лорънс, продължава темата за младите жени и с поредицата си „Фредерика“, от която първият роман „The Virgin in the Garden“ (Девата в градината) е издаден през 1978 г. Описвайки средата на 20 век във Великобритания, книгите следват живота на Фредерика Потър, млада интелектуалка учеща в Кеймбридж по време, когато жените са били под силното числено превъзходство от мъжете в този университет, а след това следва пътя си като разведена жена със своя син към нов живот в Лондон. Вторият роман от поредицата „Still Life“ (Натюрморт) е удостоен с наградата „Силвър Пен“.
През 1990 г. е издаден романът ѝ „Обладаване“, който прави паралели и проследява зараждащата се връзка между двама съвременни учени, които проучват любовната връзка на двама талантливи поети от деветнадесети век. Книгата става бестселър и е удостоена с престижната награда „Букър“. През 2002 г. е екранизирана в успешния едноименен филм с участието на Гуинет Полтроу, Аарон Екхарт, Джеръми Нортъм и Лина Хийди.
Новелата ѝ „Morpho Eugenia“ от 1992 г. е екранизирана през 1995 г. в номинирания за Оскар филм „Angels and Insects“ с участието на Марк Рейланс, Кристин Скот Томас и Патси Кенсит.
Романът ѝ „The Children's Book“ от 2009 г. е номиниран за наградата „Букър“ и е удостоен с наградата „Джеймс Тейт Блек“.
През 1990 г. писателката е удостоена с отличието Кавалер на Ордена на Британската империя, а през 1999 г. със званието „дейм“. През 2003 г. е наградена с Кавалер на Ордена за изкуство и литература на Франция. За творчеството си е удостоена със званието „доктор хонорис кауза“ от университетите на Йорк, Дърам, Нотингам, Ливърпул, Портсмут, Лондон, Кеймбридж, Шефилд, Кент, Уинчестър и Лайден. През 2016 г. е удостоена с наградата „Еразъм“.
Член е на Британското дружество на писателите, като в периода 1984 – 1988 г. е член на управителния комитет, в периода 1986 – 1988 г. е негов председател.
Антония Сюзън Дъфи живее със семейството си в Лондон.

## Произведения

### Самостоятелни романи
- The Shadow of the Sun (1964)
- The Game (1967)
- Possession (1990)
Обладаване, изд.: Агата-А, София (2015), прев. Димана Илиева
- The Biographer's Tale (2000)
- The Children's Book (2009)

### Серия „Фредерика“ (Frederica)
1. The Virgin in the Garden (1978)
2. Still Life (1985)
3. Babel Tower (1996)
4. A Whistling Woman (2002)

### Серия „Митове“ (Myths)
15. Ragnarok (2011)
от серията има още 15 романа от различни автори

### Новели
- Body Art (2011)
- The Pink Ribbon (2011)
- Raw Material (2011)
- A Stone Woman (2011)
- The Thing in the Forest (2011)
- Dolls' Eyes (2013)

### Разкази
- The Story of the Eldest Princess
- The July Ghost (1982)
- The Next Room (1987)
- A Lamia in the Cevennes (1995)
- Cold (1998)

### Сборници
- Sugar (1987)
- Passions of the Mind (1990)
- Angels and Insects (1992) – включва новелите „Morpho Eugenia“ и „The Conjugial Angel“
- The Matisse Stories (1993)
- Deadly Sins (1994) – с Мери Гордън, Ричард Хауърд, Джойс Каръл Оутс, Томас Пинчън, Уилям Тревър, Джон Ъпдайк и Гор Видал
- The Djinn in the Nightingale's Eye (1994) – награда „Ага Хан“
Джин в окото на славея, изд.: Агата-А, София (2018), прев. Димана Илиева и Ангел Игов
- Elementals (1998)
- The Little Black Book of Stories (2003)

### Документалистика
- Unruly Times (1970)
- Degrees of Freedom (1994)
- On Histories and Stories (2000)
- Portraits in Fiction (2001)
- Memory (2008) – с Хариет Харви Ууд
- Peacock & Vine (2016)

### Екранизации
- 1995 Angels and Insects – по новелата „Morpho Eugenia“
- 2002 Царството на спомените, Possession
- Medusa's Ankles

## Книги за писателката
- Essays on the Fiction of A.S. Byatt (1989) – от Алекса Алфър
- A. S. Byatt (1996) – от Катлийн Койн Кели
- A. S. Byatt (2001) – от Кристиен Франкен
- A. S. Byatt's Possession (2002) – от Катрин Бургас